# Giuseppina Marcialis
Giuseppina Marcialis, también llamada Giusa (Sassari, 1933-Milán, 22 de noviembre de 2018), fue una arquitecta urbanista, docente y política italiana, caracterizada por su lucha constante por la mejora de la sociedad desde el planeamiento urbano y territorial.

## Formación
Se graduó en Arquitectura en el Politécnico de Milán, en 1957. La lucha colectiva en pro de la mejora social a través del planeamiento, la arquitectura y la política, para ella fueron inseparables. Tras haber asistido al Congreso Internacional de Arquitectos que tuvo lugar en La Habana en 1963 (con el tema ‘La Planificación de los países en vías de desarrollo’), se interesó por la atmósfera de renovación social que se vivía en ese país, por lo que en 1965 aceptó la invitación para trabajar  en Cuba formando parte del equipo internacional que elaboró el Plan Territorial de la Provincia de La Habana, invitada por la Directora del Instituto de Planificación, arquitecta Renée Saladrigos.

## Ámbito político
Su activismo político lo desarrolló dentro del Partido Comunista Italiano (PCI), en cuya representación participó desde principios de los setenta en el Consejo Regional de Roma-Lacio, centrándose en aspectos relacionados con la planificación territorial, el transporte y la vivienda, y donde fue la Presidenta de la Comisión de Urbanismo y Ordenación del Territorio en 1975. En 2004  fue candidata del partido a las Elecciones Europeas.

## Ámbito docente
Su actividad docente se inició como asistente voluntaria en las Cátedras de Historia de la Arquitectura de Roma (Prof. Leonardo Benevolo) y Urbanística (Prof. Luigi Piccinato) y posteriormente como profesora encargada externa de la Facultad de Arquitectura de Florencia, 1971-1976. Pero fundamentalmente, es en el Instituto Universitario de Arquitectura de Venecia (IUAV), donde desarrolló su labor docente e investigadora, donde se integró en 1975, llegando a ostentar el cargo de Vicerrectora durante quince años. Fue relevante su rol en la Comité Evaluador de Tesis e Investigación, desde donde dirigió numerosos proyectos en el marco de investigación sobre proyecto y gobierno del territorio con especial atención a temas medioambientales.

## Obras arquitectónicas
De entre sus proyectos de arquitectura podrían citarse, de sus inicios: El Edificio Sges (hoy Enel) en Palermo, 1961-1963, en colaboración con Giuseppe Samonà y Alberto Samonà; la propuesta para el Concurso de la Biblioteca Nacional Central de Roma, en colaboración con G. Samonà, A. Samonà, G. Pizzetti y V. Quilici, con el 2º premio; así como la Ampliación y Restauración del Museo G.A. Sanna, en Sassari, 1961. Y de entre sus propuestas urbanísticas, el Plan Territorial de la Provincia de La Habana, Cuba, 1965, los Planes de desarrollo Turístico de Cerdeña, 1968-1970, el Proyecto Piloto de Conservación y Revitalización del Centro Histórico del Dorsal Apenino de Umbra, así como diversas propuestas como participante del equipo dirigido por Gianugo Polesello, como el Proyecto para el Cannaregio Ovest, 1978-1980.

## Publicaciones
Ha publicado numerosos escritos disciplinares, como ‘Il contributo di Giuseppe Samoná’, en la revista ‘Urbanística’ N.º 78, 1985; ‘Ricerche d’architettura. Italia architettura impossibile’, con Gianni Fabri, 1995; ‘Proyectación Urbana y Arquitectura del Plano’ en Materiales de Trabajo N.º 6, DACT, ULPGC, 1989; ‘La Ciudad-Puerto: Problemas de Historia, Tipología y Morfología’, DACT, ULPGC, 1990, con análisis de propuestas para los Puertos de Venecia y Nápoles.

## Reconocimientos
En 2007, ingresó en la Accademia Nazionale di San Luca.
Sus archivos se encuentran en el Departamento de Arquitectura, Diseño y Urbanística de Alghero, Università degli Studi di Sassari.

## Vida personal
Estuvo casada con Alberto Samonà (hijo de Giuseppe Samonà), con el que tuvo un hijo. Aunque la mayor parte de su vida la compartió con el arquitecto y profesor Gianugo Polesello (fallecido en 2007), con el que colaboró asimismo en proyectos y trabajos de investigación sobre urbanismo y planeamiento.